# Copicucullia incresa
Copicucullia incresa là một loài bướm đêm trong họ Noctuidae.